# Richard Schmidt (schermidore)
Richard Schmidt (Tauberbischofsheim, 10 luglio 1992) è uno schermidore tedesco.

## Palmarès
- Mondiali

Lipsia: bronzo nella spada individuale.
- Europei

Novi Sad 2018: bronzo nella spada individuale.